# Liangwu (sockenhuvudort i Kina, Hubei Sheng, lat 30,27, long 108,82)
Liangwu (kinesiska: 凉雾, 凉雾乡) är en sockenhuvudort i Kina. Den ligger i provinsen Hubei, i den centrala delen av landet, omkring 520 kilometer väster om provinshuvudstaden Wuhan. Antalet invånare är 43 379. Befolkningen består av 21 011 kvinnor och 22 368 män. Barn under 15 år utgör 22,0 %, vuxna 15-64 år 65 %, och äldre över 65 år 12,0 %.
Runt Liangwu är det ganska tätbefolkat, med 172 invånare per kvadratkilometer. Närmaste större samhälle är Lichuan, 4,6 km nordost om Liangwu. I omgivningarna runt Liangwu växer i huvudsak blandskog.
Genomsnittlig årsnederbörd är 1 547 millimeter. Den regnigaste månaden är maj, med i genomsnitt 260 mm nederbörd, och den torraste är januari, med 15 mm nederbörd.